# 페이스 (1997년 영화)
페이스(Face)는 영국에서 제작된 안토니아 버드 감독의 1997년 범죄, 드라마, 스릴러 영화이다. 로버트 칼라일 등이 주연으로 출연하였고 엘리너 데이 등이 제작에 참여하였다.

## 출연

### 주연
- 로버트 칼라일
- 레이 윈스턴
- 스티브 워딩튼
- 데이먼 알반
- 필립 데이비스

### 조연
- 크리스틴 트레마코
- 앤드류 티어난
- 수 존스톤
- 스티브 스위니
- 게리 콘론
- 리언 블랙
- 레나 헤디
- 에디 네스토르
- 하젤 더글러스
- 아서 위브로
- 피터 본핸
- 폴 그린
- 나탈리 모스
- 킴 테일포스

## 제작진
- 공동제작: 폴 타이버스
- 미술: 크리스 타운젠드
- 의상: 질 테일러
- 배역: 샤론 하워드-필드
- 배역: 카렌 린제이 스튜어트

## 사운드 트랙
곡 목록
1. "Everything Has a Price to Pay" - Paul Weller
2. "Feel the Sunshine (DJ Pulse Remix)" - Alex Reece
3. "Opium Shuffle" - Death in Vegas
4. "London Calling" - The Clash
5. "Waiting for the Great Leap Forwards" - Billy Bragg
6. "Atom Bomb" - Fluke
7. "Kill me" - Space
8. "Doin' Jobz 4tha Mob (Radio Edit)" - Pigforce
9. "New Era"
10. "Lucky" - Lewis Taylor
11. "Subside" - Monkey
12. "Snakes Pass (Remix)" - A.P.E.
13. "On and On" - Longpigs
14. "London, Can You Wait?" - Gene
15. "Standing in Your Shadow" - Puressence
16. "Bullet" - Fluke